# Chris Roberts (cantante)
Christian Klusacek (Múnich-Schwabing, 13 de marzo de 1944-Berlín, 2 de julio de 2017), más conocido como Chris Roberts, fue un cantante de Schlager y actor alemán.
Estuvo casado con la también cantante y actriz Claudia Roberts, con quien en ocasiones actuó en el escenario.
Sus dos primeros sencillos, «Baby's gone» y «Welchen Weg soll ich gehen», los lanzó al mercado ya con su nombre artístico Chris Robert. Representó a Luxemburgo como parte de un sexteto en el Festival de la Canción de Eurovisión 1985 con el tema «Children, Kinder, Enfants», consiguiendo 37 puntos que les situaron en el puesto 13.

## Discografía
Álbumes
- 1970: Die Maschen der Mädchen
- 1971: Unsere Pauker geh'n in die Luft (banda sonora) (Wencke Myhre & Chris Roberts)
- 1971: Chris Roberts
- 1971: Verliebt in die Liebe
- 1971: Zum Verlieben
- 1972: Hab' Sonne im Herzen
- 1972: Die großen Erfolge
- 1972: Verliebt in die Liebe
- 1972: Die Maschen der Mädchen
- 1972: Love me
- 1973: Wenn jeder Tag ein Sonntag wär' (Chris Roberts & Ireen Sheer)
- 1973: Hab' ich dir heute schon gesagt, daß ich dich liebe
- 1973: Eine Freude vertreibt 100 Sorgen
- 1973: Unser Wunschkonzert mit Chris Roberts
- 1973: Meine Lieblingslieder
- 1973: Chris Roberts
- 1974: Ein paar schöne Stunden
- 1974: Dezember
- 1974: Fröhliche Weihnachtszeit
- 1975: Du kannst nicht immer 17 sein
- 1975: Ich mach ein glückliches Mädchen aus dir
- 1976: Du wirst wieder tanzen geh'n
- 1976: Herzlichst Chris Roberts
- 1976: Kommst Du zu mir heute Abend
- 1977: Treffpunkt Stars
- 1977: Die Goldenen Super 20
- 1977: Die großen Erfolge
- 1977: Wann liegen wir uns wieder in den Armen (Barbara)
- 1978: Star-Discothek
- 1978: Du bist mein Mädchen
- 1978: 10 Jahre Chris Roberts Erfolge
- 1978: CR
- 1980: Chris & Friends
- 1980: Denk daran, ich brauche Dich
- 1980: Das Star Album
- 1981: Ich bin verliebt in die Liebe
- 1982: Ausgewählte Goldstücke: Chris Roberts
- 1984: Hautnah
- 1986: Star Gala
- 1990: Golden Stars
- 1992: Die Maschen der Mädchen
- 1993: Meine grossen Erfolge
- 1994: Hinter den Wolken ist immer Sonnenschein
- 1994: Claudia & Chris Roberts und die Glückskinder: Traumluftballon
- 1995: Star Gala Chris Roberts - Ich bin verliebt in die Liebe
- 1995: Meine schönsten Erfolge
- 1995: Star Gold - Die großen Erfolge
- 1995: Hinter den Wolken ist immer Sonnenschein
- 1996: 30 Jahre Chris Roberts - Diese wunderbaren Jahre
- 1997: Du kannst nicht immer 17 sein
- 1997: Claudia & Chris Roberts: Vergiß die Liebe nicht!
- 1998: Best of Chris Roberts
- 2000: Seine großen Erfolge
- 2000: Schlager Rendezvous
- 2000: Meine größten Erfolge
- 2000: Ich bin verliebt in die Liebe (CD)
- 2000: Dezember (CD)
- 2000: Meine grössten Erfolge (2CD)
- 2002: Momente
- 2002: Du kannst nicht immer 17 sein (CD)
- 2003: Chris Roberts
- 2004: Von allem das Beste
- 2004: Ich bin verliebt in die Liebe (CD)
- 2005: Nur das Allerbeste
- 2006: Du kannst nicht immer siebzehn sein
- 2007: Ein Mädchen nach Mass (Chris & Claudia Roberts)
- 2007: Seine schönsten Lieder (3CD)
- 2008: Schlagerjuwelen - Seine großen Erfolge
- 2009: Star Edition
- 2009: Das Beste aus 40 Jahre Hitparade

## Filmografía
- 1970: When the Mad Aunts Are Coming
- 1970: Unsere Pauker gehen in die Luft
- 1970: Musik, Musik - da wackelt die Penne
- 1971: ...und sowas nennt sich Show
- 1971: ...und heute heißt es Show
- 1971: Tante Trude aus Buxtehude
- 1971: Rudi, benimm dich
- 1971: Hochwürden drückt ein Auge zu
- 1972: Mensch, ärgere dich nicht
- 1972: Meine Tochter - Deine Tochter
- 1972: Immer Ärger mit Hochwürden
- 1972: Von uns für Sie (serie de televisión)
- 1973: If Every Day Was Sunday
- 1976: Jetzt geht die Party richtig los
- 1977: Plattenküche - Episode #1.7
- 1979: Da kommt was auf uns zu
- 1983: Sunshine Reggae auf Ibiza

## Galardones
- 1970: Goldene Europa[6]
- 1971: Goldene Europa[6]
- 1971: Bravo Otto - Oro[7]
- 1972: Bravo Otto - Oro (comienzo del año)[8]
- 1972: Bravo Otto - Plata (fin del año)[9]
- 1975: Goldene Europa[6]
- 1981: Goldene Stimmgabel[10]
- 1984: Goldene Stimmgabel[10]
- 1985: Goldene Stimmgabel[10]